# Promises (singel Basi)
Promises – singel Basi z 1987 roku, pochodzący z jej albumu Time and Tide.

## Ogólne informacje
Piosenkę napisali: Basia Trzetrzelewska, Danny White oraz Peter Ross z zespołu Immaculate Fools, a wyprodukowali Danny i Basia. Stylistycznie jest to pop-jazzowe nagranie z elementami samby. Był to pierwszy utwór Basi, który wszedł na Listę przebojów Programu Trzeciego docierając do miejsca 27. w 1987 roku. Do utworu powstały dwa teledyski. Drugi z nich wyreżyserował w 1989 roku Crescenzo Notarile z przeznaczeniem na rynek amerykański. Ukazał się on na kasecie wideo A New Day w 1990 roku.

## Lista ścieżek
- Singel 7-calowy

A. „Promises”
B. „Promises” (Instrumental)
- Singel 12-calowy[2]

A1. „Promises” (Justin Strauss Remix) – 7:12
A2. „Promises” (Just Right Dub) – 7:44
B1. „Promises” (Samba House Mix) – 4:02
B2. „Promises” (Deep Dub) – 5:57
- CD maxi singel[3]

1. „Promises” (Extended French Mix) – 5:32
2. „Give Me That” – 4:24
3. „Astrud” – 4:39
4. „From Now On” (Band Version) – 4:06

## Pozycje na listach
| Kraj              | Lista              | Najwyższa pozycja |
| ----------------- | ------------------ | ----------------- |
| Kanada            | RPM 100 Singles    | 78                |
| Stany Zjednoczone | Adult Contemporary | 8                 |
| Wielka Brytania   | UK Singles Chart   | 48                |